# Caracara huppé
Caracara plancus
Pour les articles homonymes, voir Caracara.
Espèce
Statut de conservation UICN

 LC  : Préoccupation mineure
Statut CITES
Le Caracara huppé ou Caracara à crête (Caracara plancus) est une espèce de rapaces de grande taille de la famille des falconidés, qui réside dans toute l'Amérique du Sud et centrale.

## Description
Il a une longueur de 49 à 64 cm et une envergure de 120 cm, pour un poids d'environ 1 kg ; les individus méridionaux seraient potentiellement plus grands que ceux vivant près de l'équateur. Le capuchon, le ventre, les cuisses, la plus grande partie des ailes et l'extrémité de la queue sont de couleur marron foncé, les oreilles, la gorge et la nuque sont blanchâtres, la poitrine, le cou, le dos, le dessus de la queue, le crissum et la partie basse de la queue sont blanchâtres, rayés de brun foncé. En vol, les plumes les plus externes des ailes forment une grande tache blanche remarquable comme chez les autres espèces de caracaras. Ses pattes sont de couleur jaune, et les pourtours de son bec et le dessous des yeux sont dépourvus de plumes, avec une couleur variant du jaune au rouge-orange. Le bec est couleur bleu ciel. 
Les jeunes ressemblent aux adultes, mais sont plus pâles, avec des stries sur la poitrine, le cou et le dos, les jambes sont grises et la peau nue est blanchâtre devenant plus tard rose-violet, de même que les cires. Le plumage adulte n'est obtenu qu'entre 2 et 4 ans.

## Répartition et habitat

### Répartition

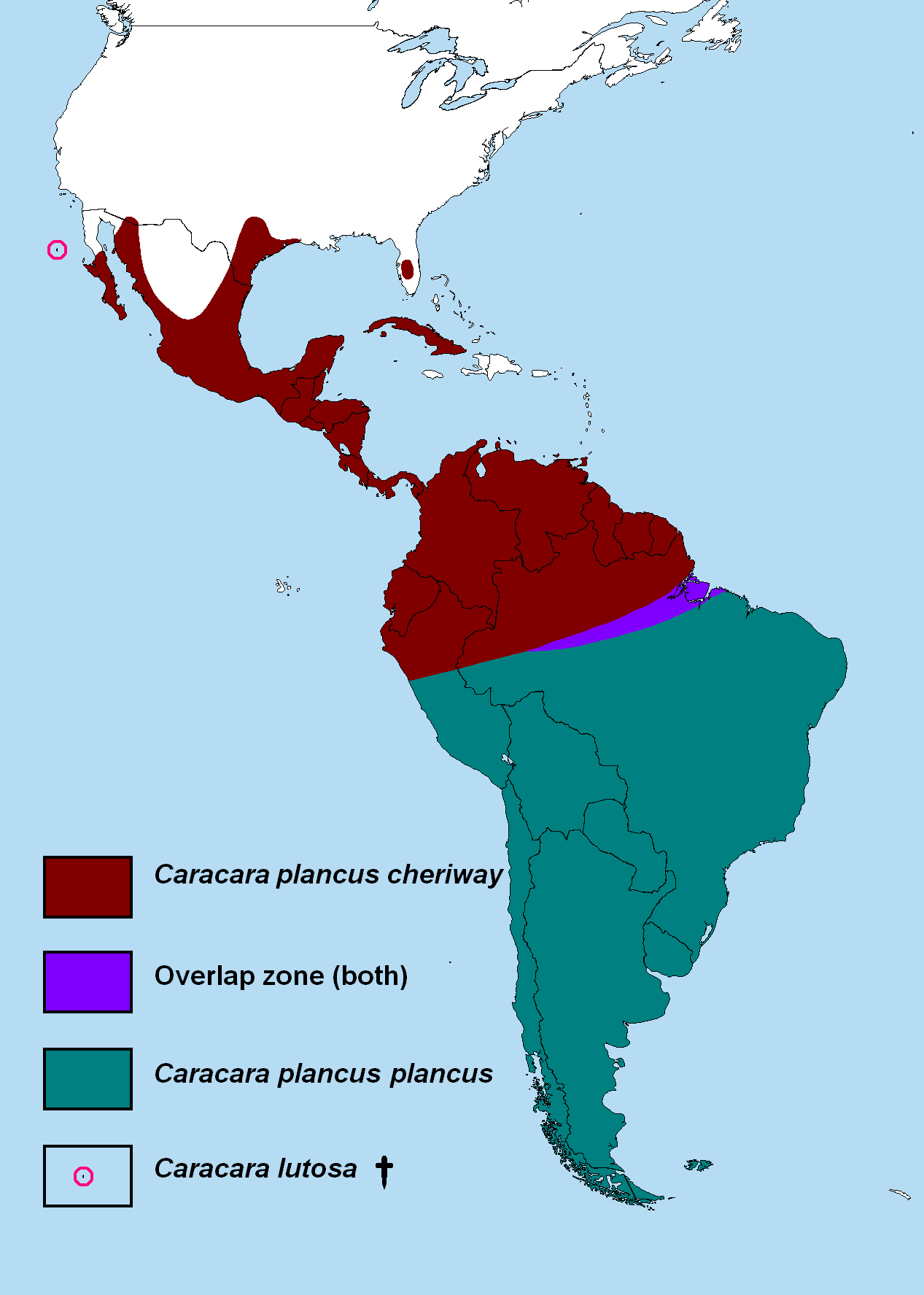
Répartition des deux sous-espèces de caracara huppé

On le trouve dans toute l'Amérique du Sud et centrale, depuis la Terre de Feu, dans le parc national Tierra del Fuego et la réserve naturelle de l'île des États, jusqu'au nord du Mexique. Une population de 500 couples vit sur les îles Malouines.
En Amérique du Nord, on le trouve dans certains États américains ; il est assez commun au Texas, mais rare et localisé en Arizona et très localisé en Floride. On le trouve également sur plusieurs îles des Caraïbes, dont notamment Cuba et les îles proches de la côte sud-américaine. On peut très exceptionnellement l'observer plus au nord, jusqu'au Canada,.

### Habitat
On retrouve principalement le caracara huppé dans les espaces ouverts, comme les prairies, les collines, les steppes ou les bords des rivières,. Il se nourrit fréquemment d'animaux blessés ou tués par le trafic routier et peut donc fréquemment se rapprocher des routes. Il s'habitue très bien aux milieux périurbains, étant capable de tirer parti des espaces ouverts et des sources de nourriture liées aux humains (notamment les déchets),.

## Écologie et comportement

### Alimentation

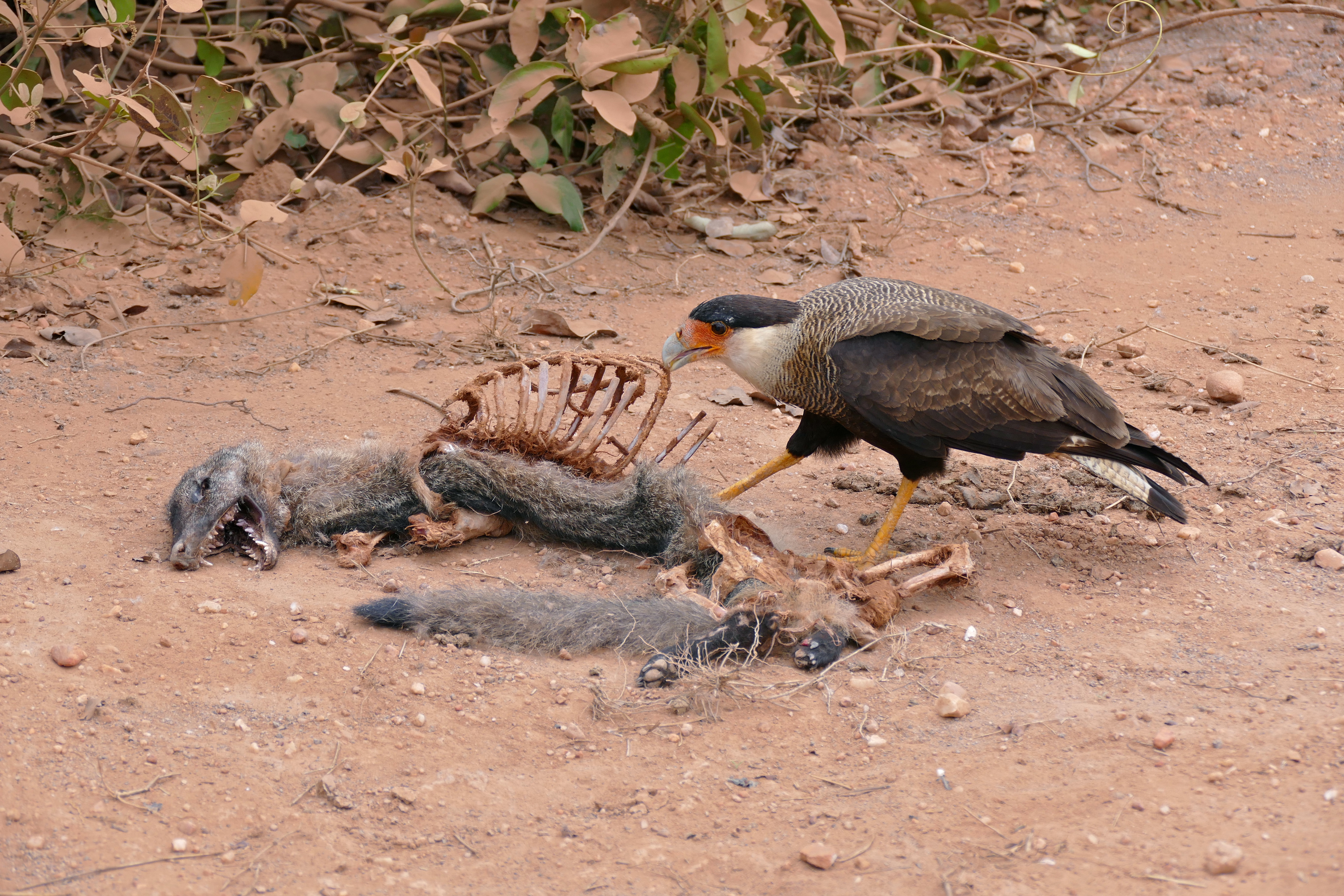
Caracara huppé sur une carcasse de renard des savanes (Cerdocyon thous).

Le caracara huppé est une espèce opportuniste, il se nourrit majoritairement d'arthropodes, notamment des coléoptères et des ténébrionidés, et de mammifères, en particulier des carcasses de moutons ainsi que des lagomorphes et des rongeurs. Son régime change selon les saisons, avec une majorité d'arthropodes au printemps et en été, et de plus gros animaux en automne et hiver,. Il passe une bonne partie de son temps au sol à la recherche de proies, ou en vol à la recherche de carcasses.
Il est également capable de consommer des fruits comme le péqui, participant ainsi à la dissémination de ses graines.
Il est dominant par rapport à l'Urubu noir et à l'Urubu à tête rouge sur les carcasses. Il est généralement solitaire, mais plusieurs individus peuvent se regrouper sur une grande source de produits alimentaires (par exemple, les décharges) ; il n'est pas rare que plusieurs caracaras soient en compétition pour une même carcasse.

### Reproduction

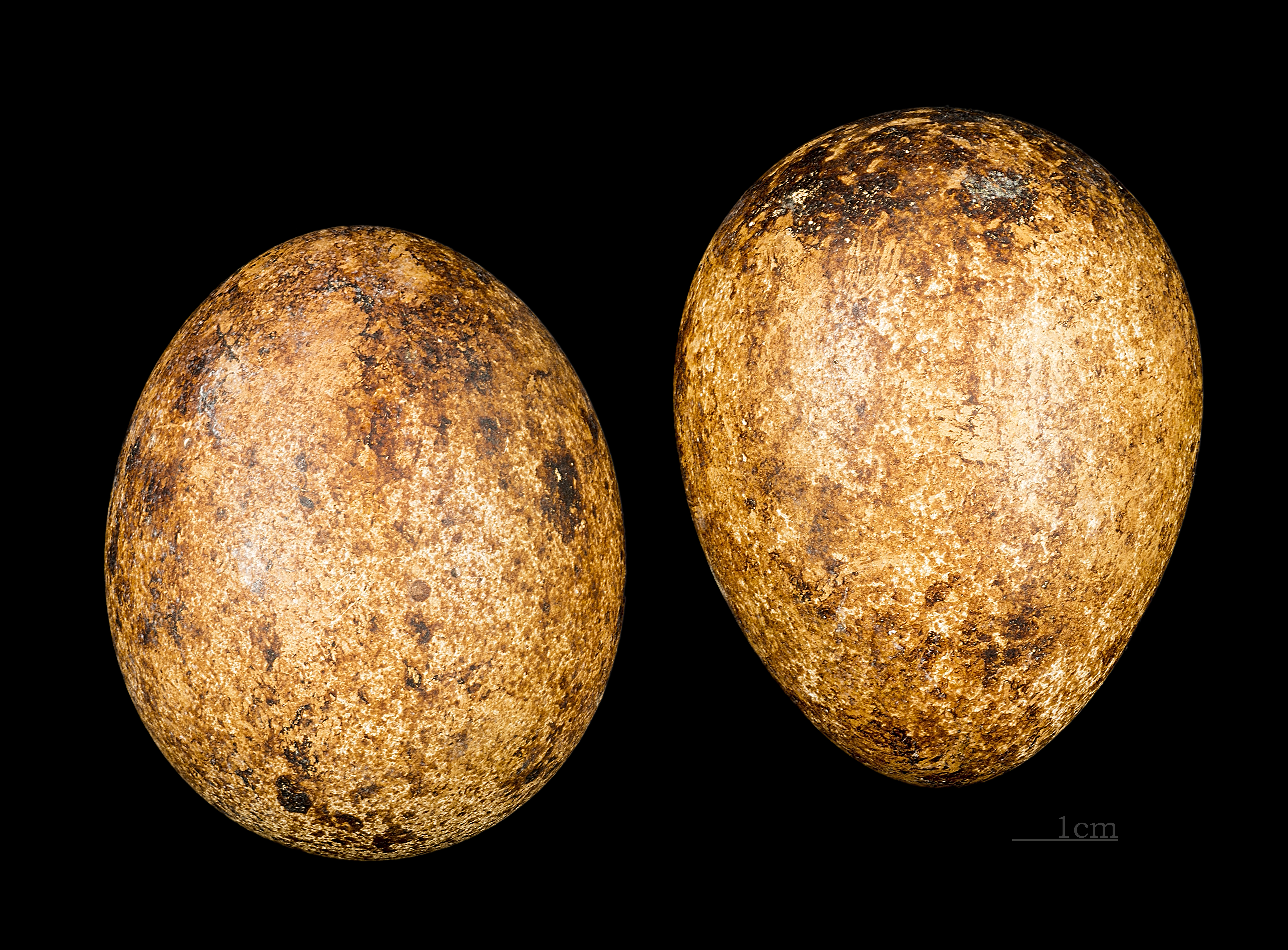
Œufs de Caracara huppé Muséum de Toulouse.

La période de reproduction se situe au printemps et à l'été dans la partie sud de son aire de répartition, mais le calendrier est moins strict dans les régions plus chaudes. Le nid est une grande structure de branchages, d'herbes et de duvet, généralement placée au sommet d'un arbre ou d'un palmier mais qu'on trouve parfois à même le sol. La ponte est en moyenne de deux à trois œufs et l'incubation de 28 à 32 jours.

### Comportement
Des cas d'allopreening, c'est-à-dire de nettoyage mutuel entre différentes espèces d'oiseaux, ont été observés entre le caracara et l'Urubu noir.

## Systématique
L'espèce Caracara plancus a été décrite par le naturaliste britannique John Frederick Miller en 1777, sous le nom initial de Falco plancus. L'espèce était auparavant placée dans le genre Polyborus (désormais désuet).
Le caracara huppé est actuellement divisé en deux sous-espèces. La sous-espèce C. p. cheriway était anciennement considérée comme une espèce à part, nommée Caracara cheriway (Caracara du Nord) ; la fusion des deux espèces a été proposée et acceptée par le SACC en 2020,, et est aujourd'hui acceptée par les principales références ornithologiques. Cette fusion revient sur la séparation proposée en 2000, avant laquelle Caracara plancus était divisé en trois sous-espèces, regroupant l'actuel Caracara huppé, le Caracara de Guadalupe et le Caracara du Nord,. Les deux sous-espèces possèdent une vaste zone d'hybridation à l'échelle de la forêt amazonienne ; les individus sont difficilement assignables à l'une ou l'autre dans cette zone. 
Les sous-espèces actuelles sont :
| Sous-espèces   | Sous-espèces                   | Sous-espèces | Sous-espèces |
| -------------- | ------------------------------ | --- | --- |
| Nom            | Découvreur                     | Répartition | Commentaire |
| C. p. plancus  | John Frederick Miller, 1777    | Amérique du Sud, jusqu'au nord du Brésil et du Pérou                                                                  | Sous-espèce nominale. |
| C. p. cheriway | Joseph Franz von Jacquin, 1784 | Nord du Brésil et du Pérou jusqu'au sud des États-Unis, Cuba, île de la Jeunesse, îles Tres Marías, Aruba et Trinidad | Diffère de la sous-espèce nominale principalement par son plumage plus noir. Sa tête est également plus blanche. La femelle est plus grande que le mâle, à l'inverse de la sous-espèce nominale. |

Les sous-espèces audubonii et pallidus étaient anciennement reconnues comme sous-espèces de Caracara cheriway, puis de Caracara plancus à la suite de la fusion. Elles étaient en particulier reconnues par Clements qui les a finalement abandonnées et regroupées avec cheriway en octobre 2022. Elles occupaient les zones situées au nord du Panama et Cuba (audubonii), et les îles Tres Marias (pallidus).

### Synonymes
- Falco plancus J.F.Miller, 1777 protonyme
- Polyborus plancus

## Le caracara huppé et l'humain

### Conservation
Le caracara huppé est classé comme "préoccupation mineure" par l'UICN, en raison de l'étendue de son aire de répartition ; sa population n'est pas connue mais est probablement en augmentation, en raison de l'apparition de nouveaux habitats favorables au caracara provoquée par la déforestation.

### Mythologie
Dans les années 1960, l'ornithologue et anthropologue Rafael Martín del Campo suggère que les Aztèques vénéraient le caracara huppé plutôt que l'Aigle royal contrairement à ce qui est communément admis, en se fondant sur certaines représentations pré-hispaniques.

## Galerie

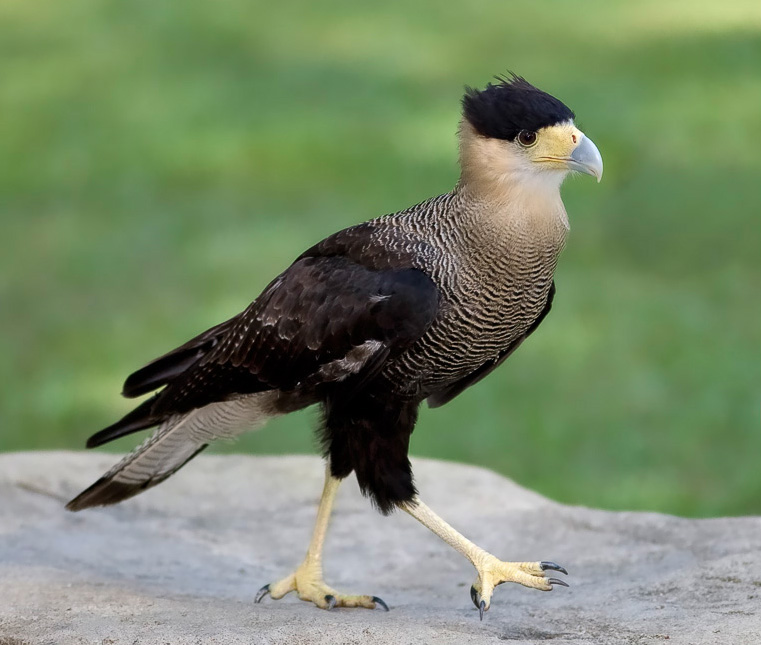
Caracara huppé en pied.
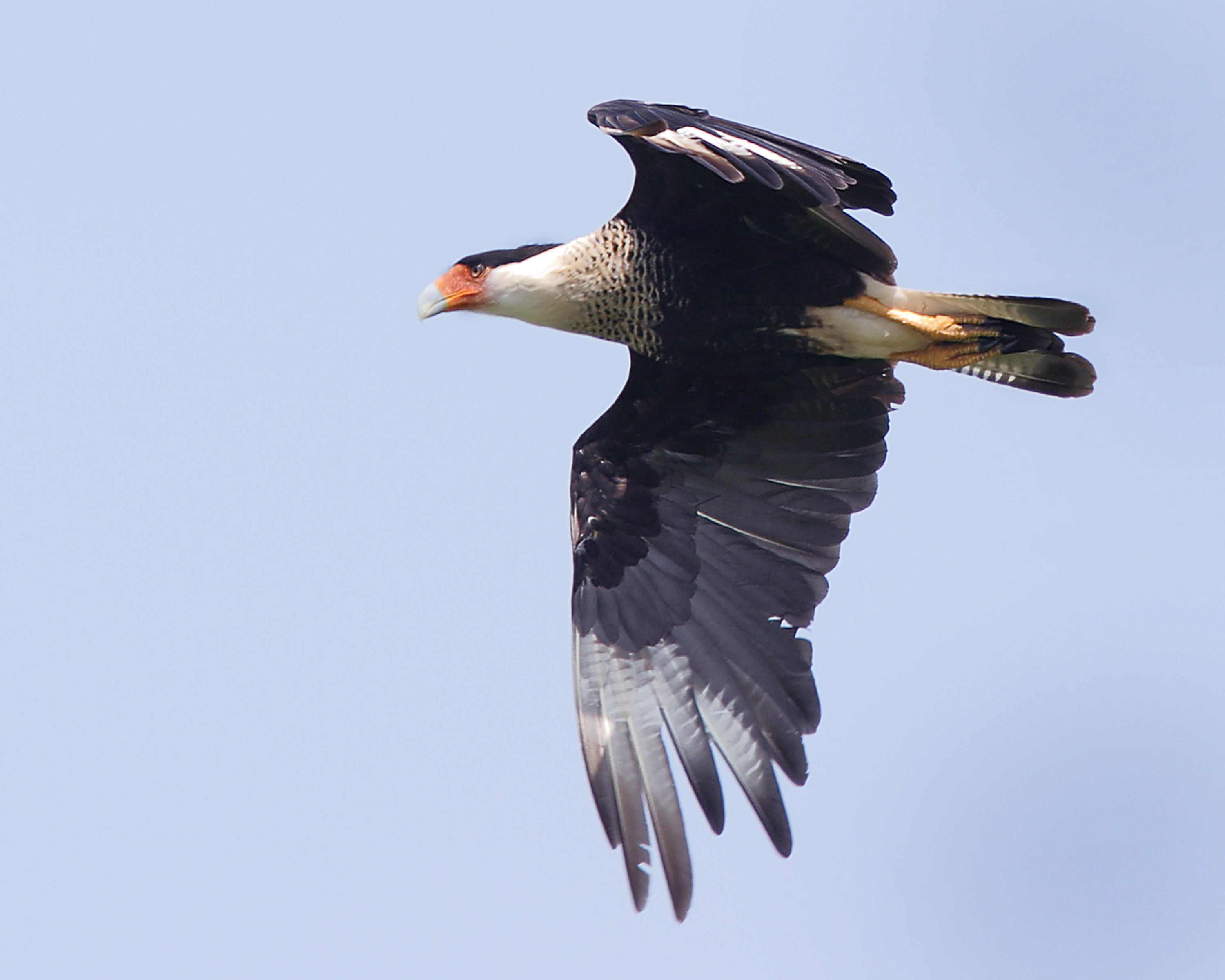
Un Caracara huppé en vol.
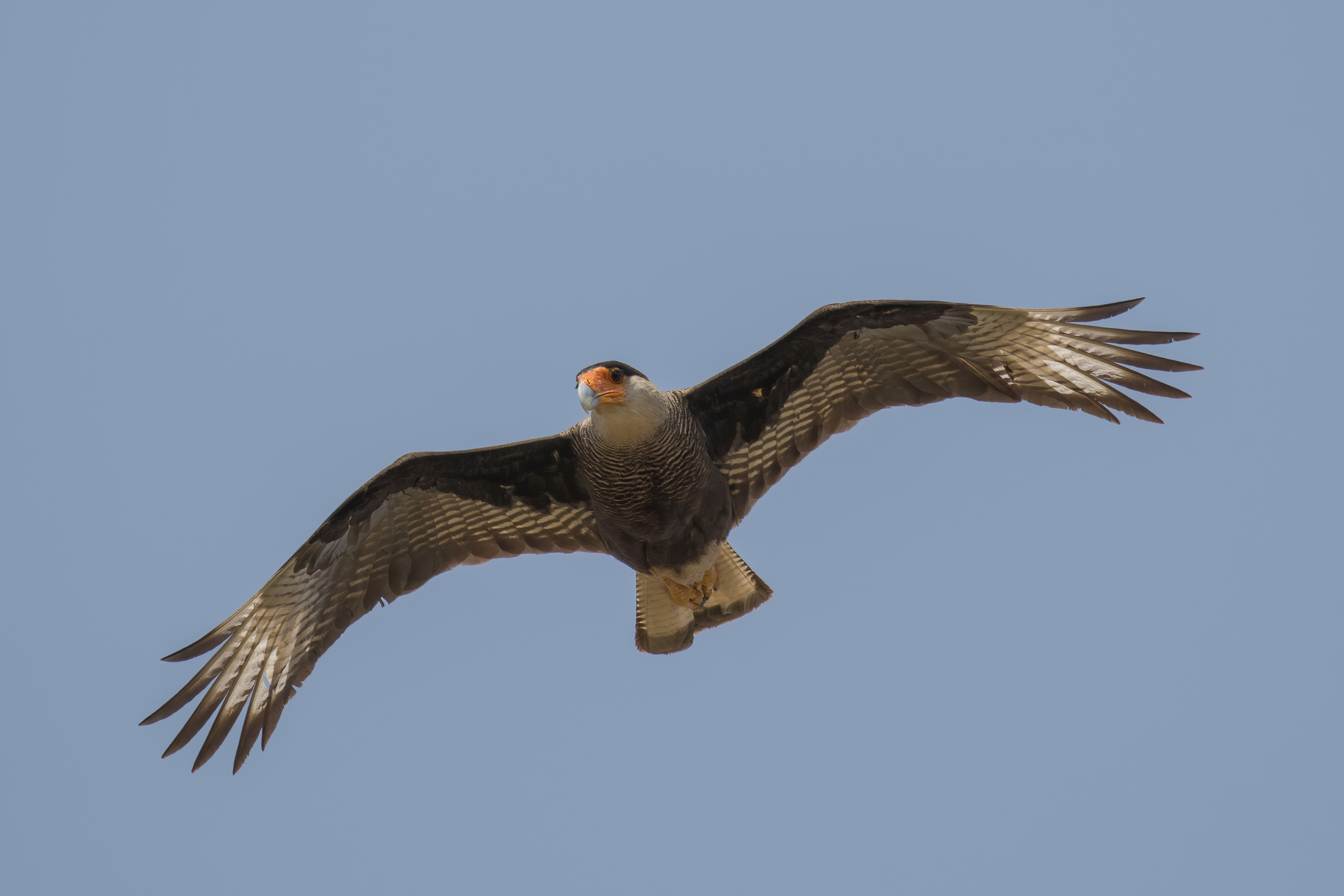
Caracara huppé en vol dans le Pantanal. Septembre 2015.
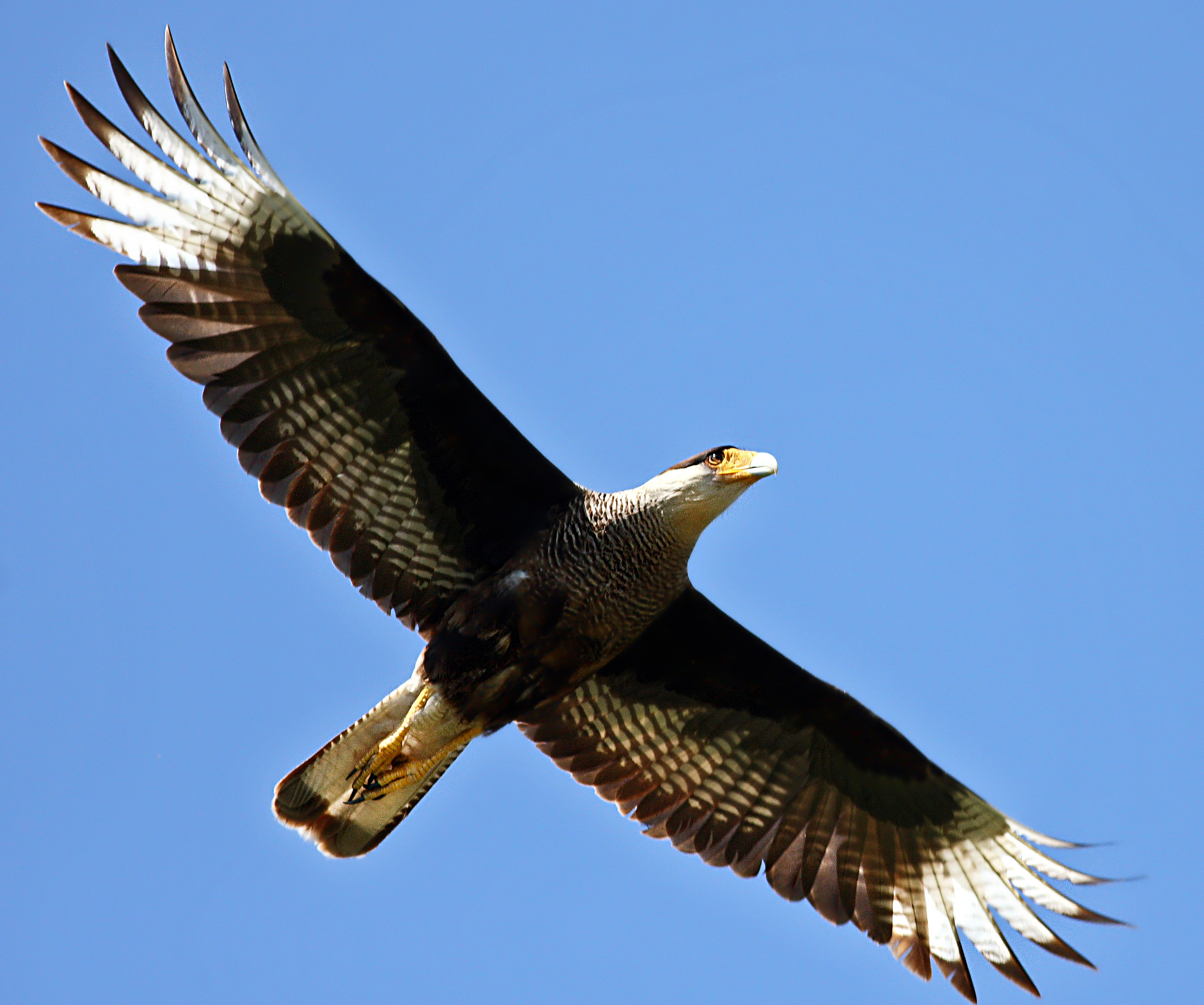
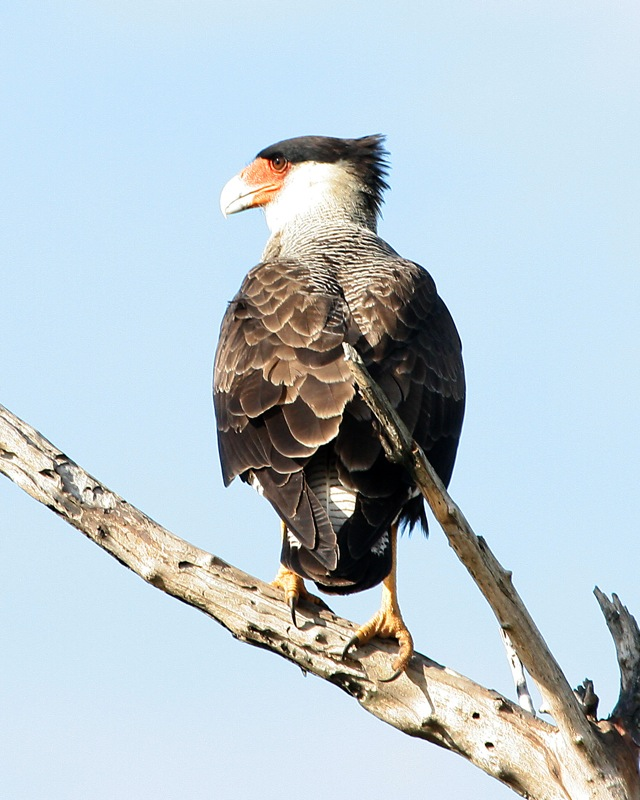
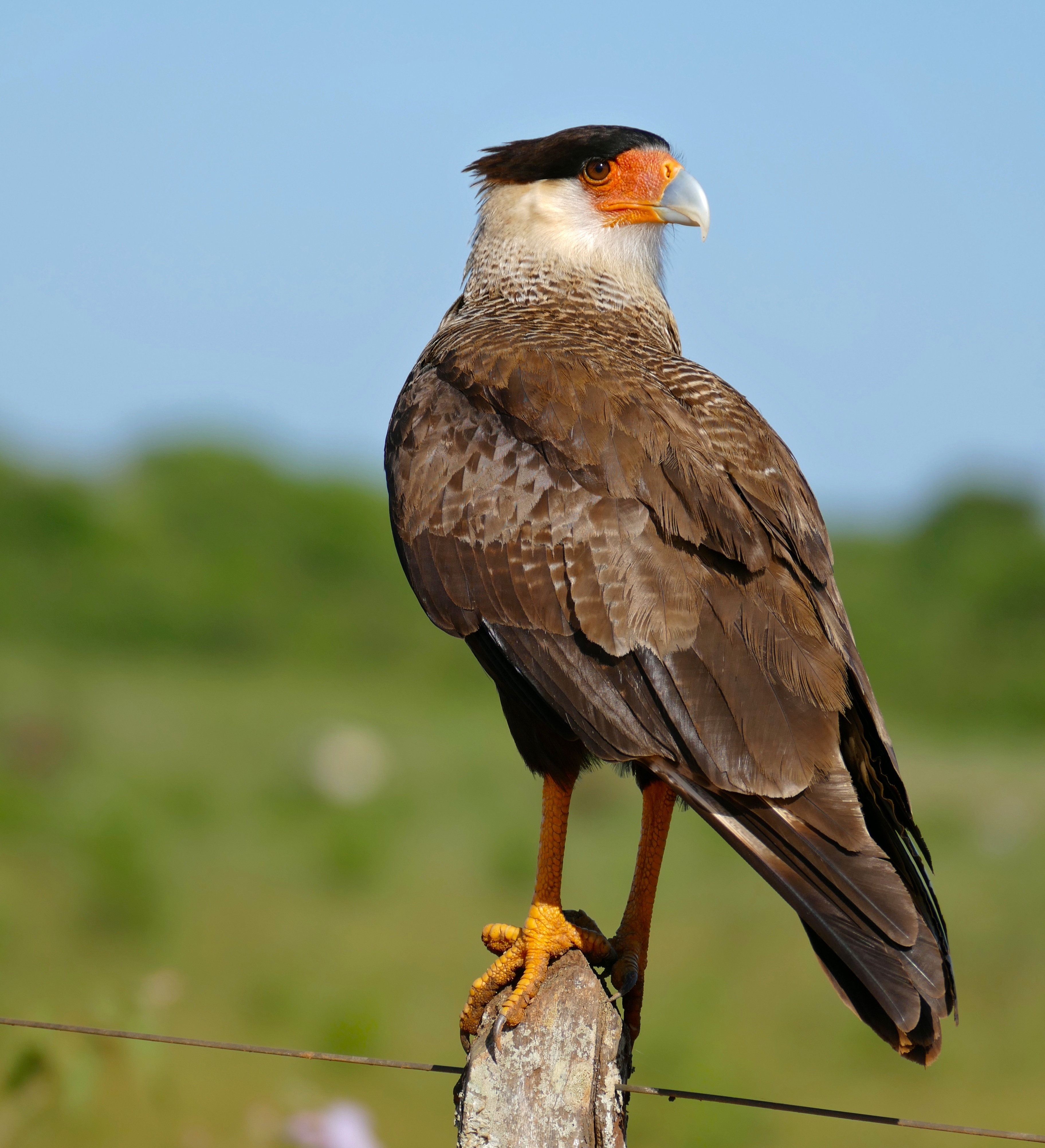
Caracara plancus (Mato Grosso, Brésil)